# إنكيريديون
إنكيريديون أو المختصَر (باليونانية: Ἐπικτήτου διατριβαί)‏ هو كتاب ودليل قصير للنصائح والأخلاقية الرواقية قد قام بجمعها آريانوس وهو تلميذ الفيلسوف اليوناني إبكتيتوس من القرن الثاني، وعلى الرغم من أن المحتوى مشتق في الغالب من خطابات إبكتيتوس إلا أنه ليس ملخصًا لتلك الخطابات ولكنه بالأحرى تجميع للمبادئ العملية. يتجنب آريانوس الميتافيزيقيا ويركز اهتمامه الفلسفي على الجانب العملي لإبكتيتوس والذي يطبق في الحياة اليومية، وبذلك يكون الكتاب دليلاً يوضح طريقة تحقيق الحرية الذهنية والسعادة في جميع الظروف.

## وصلات خارجية
- إنكيريديون على موقع الموسوعة البريطانية (الإنجليزية)
- إنكيريديون على موقع الموسوعة البريطانية (الإنجليزية)
- نسخة مترجمة للكتاب من قبل مؤسسة هنداوي للتعليم والثقافة